# Victor von Aveyron

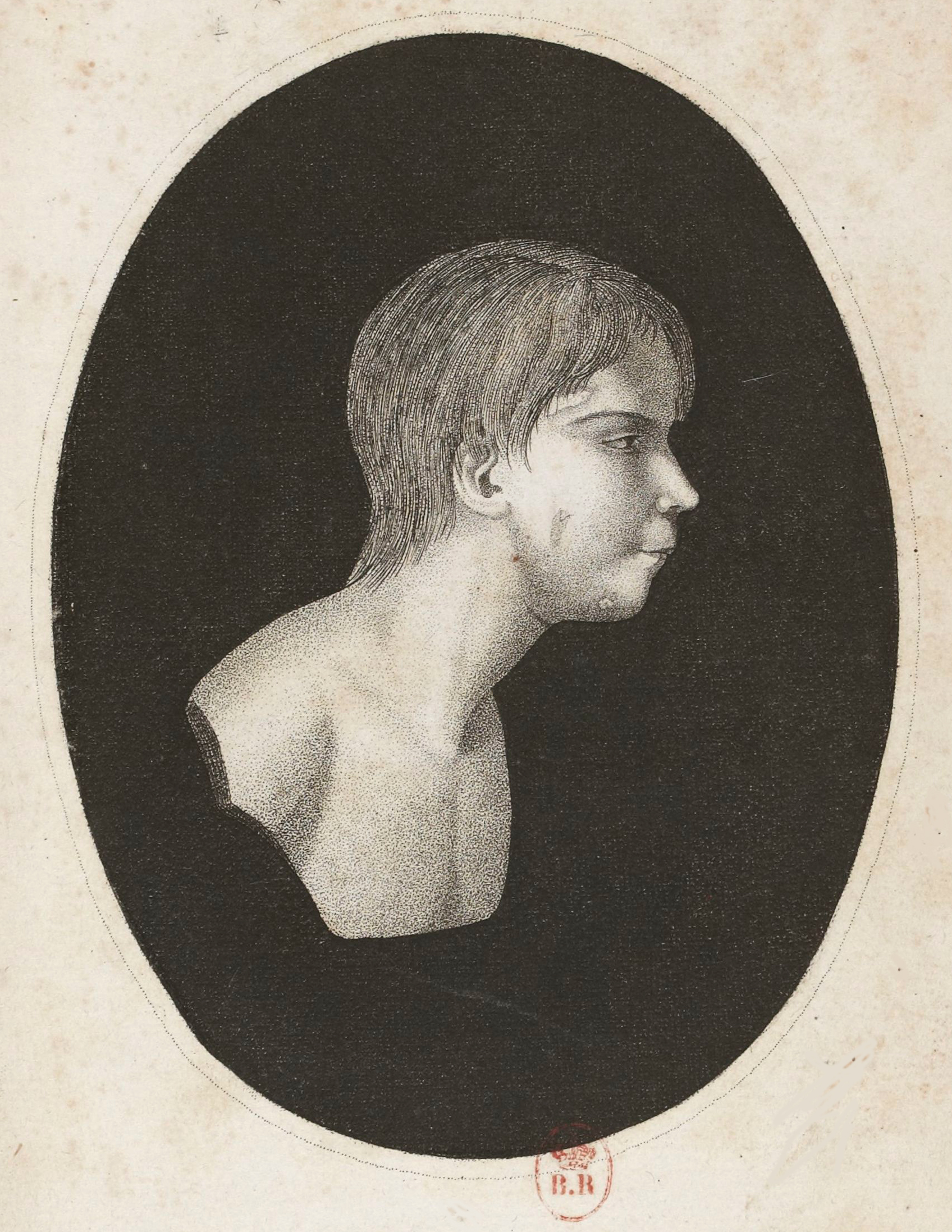
Victor von Aveyron

Victor von Aveyron (* um 1788; † 1828 in Paris), auch Der Wilde von Aveyron genannt, war ein in Frankreich entdecktes sogenanntes Wolfskind. Der lange Zeit gebräuchliche wissenschaftliche Begriff für seine Erscheinung lautet Juvenis averionensis als Untertyp des von Carl von Linné in Systema Naturae definierten Homo Ferus (lat.: ‚Wilder Mensch‘). Berühmt wurde Victor de L’Aveyron auch durch den Film Das wilde Kind (1970) von François Truffaut mit Jean-Pierre Cargol in der Rolle des Victor.

## Beschreibung
Victor wurde im Frühling des Jahres 1797 in einem Wald bei Saint-Sernin-sur-Rance im Département Aveyron beobachtet – nackt und sich ungewöhnlich frei bewegend – und kurz darauf das erste Mal gefangen genommen. Der Junge konnte jedoch entkommen und lebte weitere 15 Monate in der Wildnis, bis er im Juli 1798 von Jägern auf einem Baum entdeckt und eingefangen wurde. Sie übergaben den etwa zehnjährigen Knaben einer Witwe aus dem nahe gelegenen Dorf. Aber auch hier gelang ihm nach einer Woche die Flucht und er verbrachte wiederum einen Winter im Wald.
Am Morgen des 9. Januar 1800 wurde er unweit eines Dorfes im Department Aveyron entdeckt und kurz darauf nach Rodez gebracht, wo ihn der Naturforscher Pierre Joseph Bonnaterre untersuchte. Er stellte unter anderem fest, dass der 1,36 m große Junge nicht sprechen konnte, sein eigenes Spiegelbild nicht erkannte, von Wutanfällen geplagt war und von Sonnenaufgang bis Sonnenuntergang schlief. Victor verabscheute Süßigkeiten, Gewürze und gegarte Speisen. Er ernährte sich vorwiegend von Eicheln, Nüssen und Kastanien. Er war unfähig, etwas nachzuahmen, und interessierte sich nicht für die Spiele der anderen Kinder. Außerdem zeigte er keinerlei Sexualtrieb und konnte keine geschlechtliche Trennung von Personen vornehmen. Sein Arzt wunderte sich über die Unempfindlichkeit gegenüber Hitze und Kälte. So zum Beispiel bereitete es dem Jungen Freude, sich im Schnee zu wälzen. Oft griff er ins Feuer, um mit bloßen Händen ein brennendes Holzscheit herauszuholen. Auch reagierte er nicht auf Musik oder menschliche Sprache, mit Ausnahme des Vokals O, bei dem er sich umdrehte. Dies war der Grund dafür, dass er den Namen „Victor“ erhielt. Selbst hinter seinem Rücken abgegebene Pistolenschüsse erschreckten ihn nicht. Allerdings konnte er das Knacken einer Nuss über größere Entfernungen wahrnehmen.

## Historische Einschätzungen
Der Psychiater Philippe Pinel erstellte ein Gutachten. Er sah in dem Knaben keinen Menschen, der auf Grund der Umstände seines Aufwachsens mangelhafte geistige Fähigkeiten aufwies, sondern einen „geborenen Idioten“ (eine damals geläufige Bezeichnung für geistig Behinderte).
Ganz anderer Meinung war Jean Itard, Chefarzt einer Taubstummenanstalt. Er vertrat die Meinung, dass es sich bei dem Jungen zwar um einen „Idioten“ handelte, diese „Idiotie“ jedoch keine biologischen, sondern kulturelle Ursachen hätte.
Zu seinem Erschrecken stellte Itard in weiteren Versuchen fest, dass der Junge weder eine Tür öffnen noch auf einen Hocker klettern konnte, um eine entfernte Beute zu erreichen. In seinem ersten Bericht aus dem Jahre 1801 schrieb Itard über Fortschritte im Verhalten des Kindes: „Er zieht sich jetzt alleine an, bemüht sich, sein Lager nicht zu beschmutzen, deckt den Tisch, hält seinen Teller hin, um Essen zu bekommen, geht Wasser holen, wenn der Krug leer ist, fertigt unliebsame Besucher ab, indem er ihnen den Ausgang zeigt, fordert die Neugierigen auf, ihn in einem kleinen Handkarren herumzufahren, bringt dem Arzt einen Kamm, wenn dieser absichtlich seine Haare in Unordnung gebracht hat, und legt des Morgens die Kleider seiner Erzieherin zurecht.“
Itards zweiter Bericht aus dem Jahr 1806 erwähnte nur noch kleinere Erfolge. In den vergangenen Jahren hatte sich der Junge meist mit einfachen und öden Arbeiten beschäftigt, wie zum Beispiel dem Sägen von Holz und leichten Hausarbeiten. Weiterhin bemerkte der Arzt, wie sich Victors Gefühlsregungen ausprägten. So freute er sich über Lob, zeigte Reue bei einem Tadel und war empört, wenn ihm dieser unberechtigt erschien. Als Itard seinen manchmal widerspenstigen Schüler eines Tages kopfüber aus einem Fenster des 4. Stockes hängte, packte dieser anschließend leichenblass seine Schulsachen zusammen und brach das erste Mal in Tränen aus. Im Laufe der Zeit und durch das ständige Üben mit seinem Lehrer lernte er die Bedeutung der wichtigsten Wörter kennen und diese selbstständig zu schreiben. So war es ihm möglich, seine Wünsche zu äußern und mit seinem Umfeld zu kommunizieren.
Als Victor 18 Jahre alt war, wurde er endgültig in die Obhut von Madame Guérin übergeben, die sich seit seiner Ankunft in Paris um ihn kümmerte. Diese erhielt als Lohn für ihren geduldigen und unermüdlichen Einsatz jährlich 150 Franc. Fortan lebte der „Wilde von Aveyron“ in einem Nebengebäude der Taubstummenanstalt, in der er 1828 im Alter von ungefähr 40 Jahren starb.
Dass seine Integration in die Gesellschaft letztlich scheiterte und er zu einem lebenslangen Betreuungsfall wurde, wurde von Friedrich Koch mit der rigiden Experimentalpädagogik Itards begründet, die aus Belohnungen und Strafen bestand.
Die Reformpädagogin Maria Montessori dagegen war eine große Bewunderin Itards und zählte ihn zu ihren bedeutendsten Lehrern. Wie eine mittelalterliche Kopistin schrieb sie sein Buch handschriftlich ab, um sich dessen Inhalt so gut sie nur konnte einzuprägen, und sie sagte über Itard, er sei der „wahre Begründer der wissenschaftlichen Pädagogik, und nicht Wundt und Binet, die die Begründer einer physiologischen Psychologie“ seien.

## Verfilmung
François Truffaut verarbeitete die Geschichte im Kinofilm Der Wolfsjunge, der 1970 erschien.